# Halcampoides abyssorum
Halcampoides abyssorum är en havsanemonart som beskrevs av Daniel Cornelius Danielssen 1890. Halcampoides abyssorum ingår i släktet Halcampoides och familjen Halcampoididae. Enligt den svenska rödlistan är arten otillräckligt studerad i Sverige. Arten förekommer i Götaland. Artens livsmiljö är havet. Inga underarter finns listade i Catalogue of Life.